# Zuberbühler
Zuberbühler es una localidad y estación de ferrocarril argentina situada en el sudoeste de la Provincia del Chaco, en el departamento Dos de Abril. Depende administrativamente del municipio de Hermoso Campo, de cuyo centro urbano dista unos 12 km.
Se formó alrededor de la estación del km 173 del ferrocarril de Tostado a General Pinedo.

## Toponimia
Le fue dado en honor a Luis Zuberbühler. Según el decreto que le fijó el nombre Luis Zuberbühler debido a la acción de fomento que en aquella zona se desarrolló bajo su dirección.

## Educación
Cuenta con una escuela de nivel primario.

## Vías de comunicación
Si bien Zuberbühler se halla sobre la Ruta Provincial 15, la principal vía de comunicación es la Ruta Provincial 5, ya que esta se encuentra pavimentada y a sólo 6 km. La primera la comunica al norte con Hermoso Campo y la Ruta Nacional 89, y al sur con la Venados Grandes y la Provincia de Santa Fe.
Cuenta con la Estación Zuberbühler, sus vías del Ferrocarril General Belgrano son recorridas por un servicio interurbano diario de la empresa estatal Trenes Argentinos Operadora Ferroviaria.

## Población
En el 2001 y 2010 el INDEC no lo reconoció como un aglomerado urbano.